# Robert Klement
Robert Klement (* 10. Januar 1949 in St. Pölten) ist ein österreichischer Schriftsteller.

## Leben
Robert Klement war Hauptschullehrer für Deutsch, Geschichte und Referent für Leseerziehung. Er lebt als freier Schriftsteller in St. Pölten.
Er begann mit Reportagen für Zeitungen und Magazine („Profil“) und wurde mit dem „Österreichischen Zeitschriftenpreis 1990“ ausgezeichnet. Im ORF gestaltete er Beiträge für die von Robert Hochner präsentierten TV-News „10 vor 10“. Nach einer Flugblattaktion für den Charta-Gründer und späteren Staatspräsidenten Václav Havel wurde er 1989 in Prag inhaftiert.
Klement schreibt sozialkritische Romane, die sich unter dem Begriff „All-Age-Literatur“ zusammenfassen lassen, denn er will Jugendliche und Erwachsene gleichermaßen ansprechen. In seinem ersten Roman „Durch den Fluss“ prangert er 1986 Menschenrechtsverletzungen in der damaligen ČSSR an und weist auf das baldige Ende des „Eisernen Vorhangs“ hin. In Brasilien mischt er sich unter Straßenkinder, die von Todesschwadronen bedroht werden („Die Panther von Rio“). Er recherchiert in Armenien zur Bebenkatastrophe von 1988 („Die Kinder von Leninakan“) und stellt die armenische Übersetzung im Verlauf von zwei Lesereisen vor.
Klement möchte vor allem Menschen am Rande der Gesellschaft eine Stimme geben. Er will mit seinen Büchern Problembewusstsein vermitteln und dem Leser ungeschminkt ein Stück Realität näherbringen.
Besondere Beachtung fanden auch seine Romane über das Attentat an den Roma in Oberwart („7 Tage im Februar“) und über Jugendliche, die zum Terror des „Islamischen Staates“ verführt werden („Halbmond über Rakka“).
Sein erfolgreichster Roman „70 Meilen zum Paradies“ behandelt das Schicksal afrikanischer Bootsflüchtlinge. Er wurde 2007 mit dem Österreichischen Staatspreis für Literatur und zwei Preisen in Deutschland ausgezeichnet.
Daneben schreibt er auch Hörspiele und Theaterstücke.

## Werke
- Drei auf Draht 1986
- Durch den Fluss 1987
- Hilfe! Fernseh-Vampire 1987
- Zeitstrom einer Epoche 1989
- Mit einem Schlag 1989
- Die Kinder von Leninakan 1990
- Literatur-Arbeitsblätter 1992
- Die Panther von Rio 1994
- Video-Haie küsst man nicht 1996
- Rette die Titanic 1998
- 7 Tage im Februar 1998
- Erlebnisreise Geschichte 2001
- Leseheft Niederösterreich 2001
- Ein Schloss in Schottland 2002
- Die Spur des Schneeleoparden 2003
- Die Rache der Videomonster 2006
- 70 Meilen zum Paradies 2006
- Das Todesriff 2008
- Die Ruine des Schreckens 2009
- Warte bis die Nacht anbricht 2013
- Alice – Stimme aus dem Feuer 2014
- Entführt – Allein mit der Angst 2015
- Halbmond über Rakka – Verführung Dschihad 2016
- Stimme in der Finsternis 2018
- Spurlos – Das düstere Tal 2020
- Laras Vampir 2021
- Alarm im Leuchtturm 2022
- UNTOT – Die Vampirprinzessin 2022
- Aufstand der Vergessenen 2023

## Theaterstücke
- Hilfe! Computer St. Pölten 1996
- 70 Meilen zum Paradies – Sehnsucht Lampedusa Wien 2013

## Auszeichnungen
- 1991: Jakob-Prandtauer-Preis für Wissenschaft und Kunst der Stadt St. Pölten
- 1991: Österreichischer Zeitschriftenpreis
- 1992: Förderungspreis Theodor-Körner-Stiftungsfonds
- 2007: Anerkennungsdiplom beim Kinderbuchpreis der Stadt Wien
- 2007: Österreichischer Staatspreis für Kinder- und Jugendliteratur
- 2007: Ehrenliste Gustav-Heinemann-Friedenspreis
- 2007: Ehrenliste Friedrich-Gerstäcker-Preis
- 2008: Shortlist zum Jugendliteraturpreis
- 2022: Berufstitel Professor